# Aloeides simplex
Aloeides simplex är en fjärilsart som beskrevs av Henry Trimen 1893. Aloeides simplex ingår i släktet Aloeides och familjen juvelvingar. Inga underarter finns listade i Catalogue of Life.